# Wernersreuth (Neusorg)
Wernersreuth ist ein Gemeindeteil der Gemeinde Neusorg im oberpfälzischen Landkreis Tirschenreuth.

## Geografie
Wernersreuth liegt im Südwesten des Fichtelgebirges. Das Dorf liegt zwei Kilometer südwestlich von Neusorg.

## Geschichte
Das bayerische Urkataster zeigt Wernersreuth in den 1810er Jahren als Dorf mit einem guten Dutzend Herdstellen, die sich mondsichelförmig um einen (heute nicht mehr existierenden) kleinen Dorfteich gruppieren. Seit dem bayerischen Gemeindeedikt von 1818 hatte Wernersreuth zur Ruralgemeinde Oberwappenöst gehört, deren Verwaltungssitz sich im Dorf Oberwappenöst befand. Neben dem namensgebenden Hauptort gehörten dazu noch die Dörfer Witzlasreuth und Wunschenberg, der Weiler Erdenweis und die Einöde Armesberg. Als die Gemeinde Oberwappenöst mit der bayerischen Gebietsreform ihre Selbstständigkeit verlor, wurde Wernersreuth zur Gemeinde Neusorg umgemeindet. Alle anderen Gemeindeteile dieser Kommune wurden aber in die Gemeinde Kulmain eingegliedert.
| Jahr          | 001900 | 001925 | 001950 | 001961 | 001970 | 001987 |
| Einwohnerzahl | 135    | 127    | 158    | 100    | 87     | 85     |